# 신구대학교
신구대학교(新丘大學校, Shingu College)는 대한민국 경기도 성남시의 전문대학이다. 1973년 7월 학교법인 신구학원이 설립한 신구산업전문학교가 전신이다. 

## 연혁
1973년 7월, 학교법인 신구학원이 신구산업전문학교가 설립되었다. 이듬해 3월 개교하며 신구전문학교로 교명을 변경한다. 1979년 1월, 전문대학 일원화 정책에 따라 전문대학으로 개편하고, 신구실업전문대학으로 교명을 변경하였다.
1982년 유아교육과 수련을 위한 부속유치원을 설립하고, 1985년 신구전문대학으로 교명을 변경했다. 1990년 4월, 치위생과 및 치기공과 수련을 위한 부속치과의원을 개원하였고, 전문대학 교명 규제 완화에 따라 신구대학으로 1998년 5월, 신구대학교로 2011년 12월, 교명을 변경하였다.

## 교육편제
신구대학교는 산업디자인학부, 생명환경학부, 정보미디어학부, 비즈니스실무학부, 보건의료학부, 공간시스템학부 등 6개 학부를 자체적으로 설정하고, 하위로 37개 전공을 편제하여 전문학사 학위 과정을 운영하고 있다.

## 캠퍼스 풍경

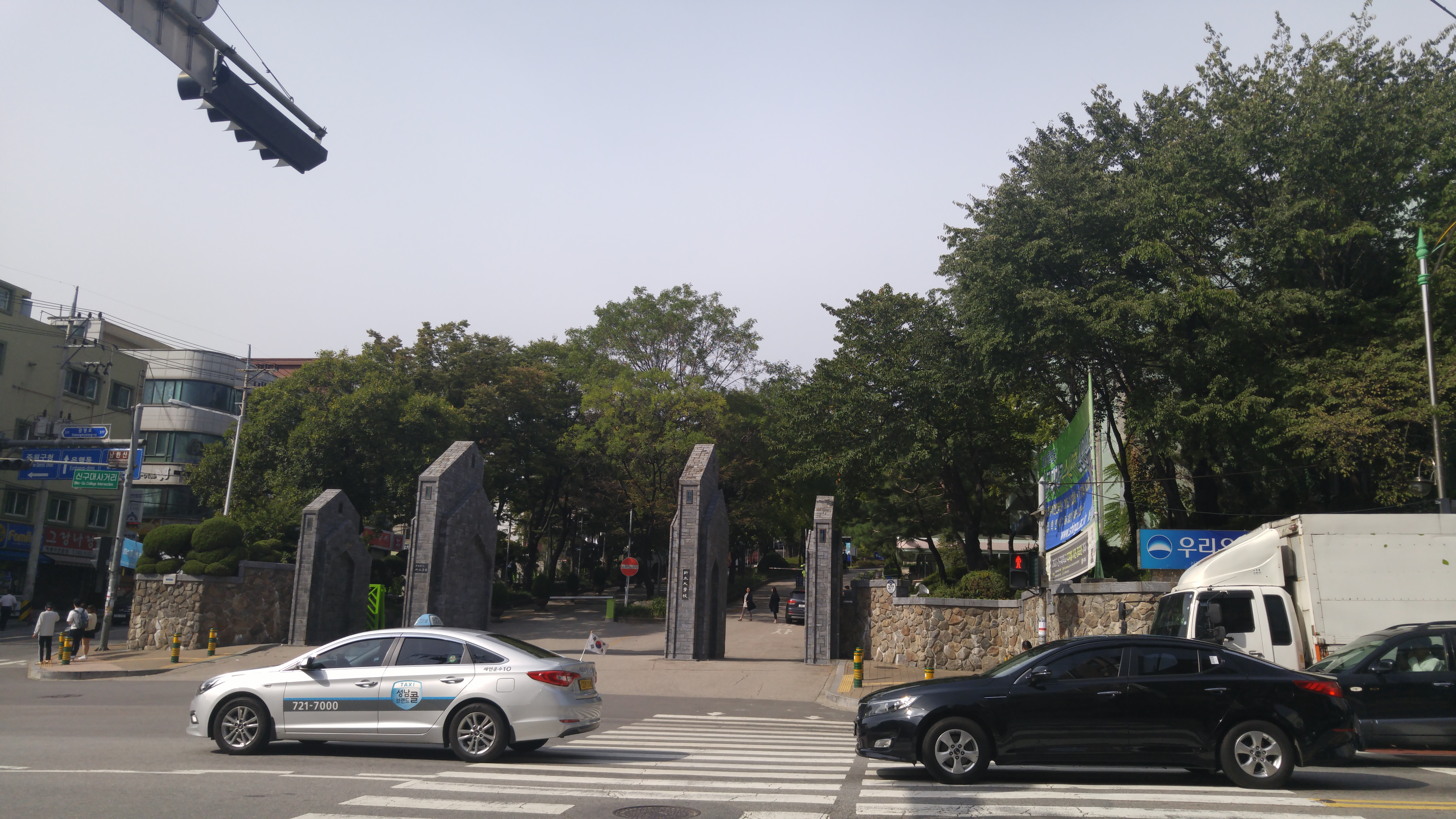
신구대학교 입구

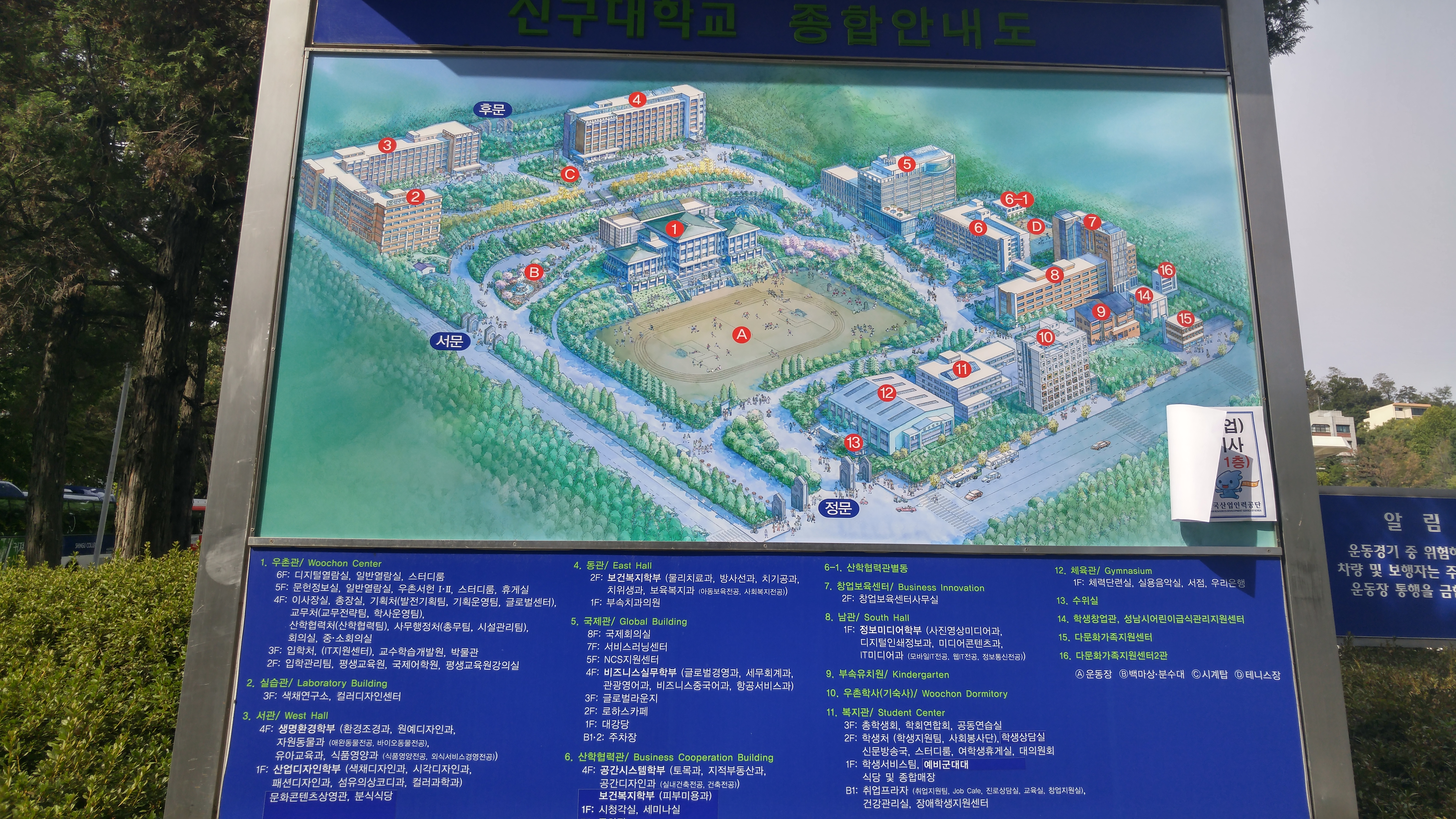
신구대학교 안내도

신구대학교는 경기도 소재 사립 전문대학으로, 금광동에 그 캠퍼스가 위치한다. 캠퍼스 내 약 12개 건축물이 위치하며, 캠퍼스 서부의 금빛로와 남동부의 광명로를 통해 각각 종합운동장과 부속유치원 방면으로 캠퍼스 진입이 가능하다.
신구대학교 동측으로 숭신여자고등학고 등이 근접하며, 캠퍼스와 근접한 광명로를 통해 서측으로 이동하면 서울 지하철 8호선 단대오거리역과 근접한다.